# 陈世魁
陈世魁（1918年7月—1992年），男，江苏沭阳人，中华人民共和国政治人物，曾任南通市人民委员会市长、中共南通市委副书记、南通市人大常委会主任。